# إي سان هاي
إي سان هاي (بالهانغل: 이산해، وبالهانجا: 李山海. ولد في 1539 ومات في 1609) هو سياسي وعالم وكاتب من عهد مملكة جوسون. خدم إي كرئيس للوزراء من سنة 1590 وحتى سنة 1592 ثم من سنة 1600 وحتى سنة 1602. كان إي فرداً من أفراد الفصيل الشرقي وعندما انقسم هذا الفصيل لاحقاً إلى الفصيل الشمالي والفصيل الجنوبي، أصبح إي بعد الانقسام قائداً للفصيل الشمالي. لإي اسم ملاطفة هو يوسو (여수) ويلقب أيضاً باسم أكي (아계 - 鵝溪)، وجونغنامسو أونغ (종남수옹 - 終南睡翁)، جُكبي أونغ (죽피옹 - 竹皮翁)، وسيتشونغوسا (시촌거사 - 枾村居士).